# Ріванна (Вірджинія)
Ріванна (англ. Rivanna) — переписна місцевість (CDP) в США, в окрузі Албемарл штату Вірджинія. Населення — 2174 особи (2020).

## Географія
Ріванна розташована за координатами 37°59′43″ пн. ш. 78°22′44″ зх. д. / 37.99528° пн. ш. 78.37889° зх. д. (37.995279, -78.378840).  За даними Бюро перепису населення США в 2010 році переписна місцевість мала площу 7,08 км², з яких 7,05 км² — суходіл та 0,02 км² — водойми.

## Демографія
Згідно з переписом 2010 року, у переписній місцевості мешкало 1860 осіб у 726 домогосподарствах у складі 606 родин. Густота населення становила 263 особи/км².  Було 780 помешкань (110/км²).
Расовий склад населення:
| - 93,6 % — білих - 3,0 % — чорних або афроамериканців - 0,8 % — азіатів - 0,2 % — корінних американців |

До двох чи більше рас належало 1,9 %. Частка іспаномовних становила 1,7 % від усіх жителів.
За віковим діапазоном населення розподілялося таким чином: 23,3 % — особи молодші 18 років, 52,0 % — особи у віці 18—64 років, 24,7 % — особи у віці 65 років та старші. Медіана віку мешканця становила 51,9 року. На 100 осіб жіночої статі у переписній місцевості припадало 93,3 чоловіків;  на 100 жінок у віці від 18 років та старших — 91,4 чоловіків також старших 18 років.
Середній дохід на одне домашнє господарство  становив 176 304 долари США (медіана — 149 479), а середній дохід на одну сім'ю — 184 834 долари (медіана — 159 118). За межею бідності перебувало 0,9 % осіб, у тому числі 2,8 % дітей у віці до 18 років та 0,0 % осіб у віці 65 років та старших.
Цивільне працевлаштоване населення становило 662 особи. Основні галузі зайнятості: освіта, охорона здоров'я та соціальна допомога — 26,6 %, фінанси, страхування та нерухомість — 15,1 %, науковці, спеціалісти, менеджери — 14,7 %.